# Детский памятник мира
Детский памятник мира (яп. 原爆の子の像 Гэмбаку но ко но дзо:, «Памятник ребёнку атомного взрыва»)) — памятник, установленный в память о девочке Садако Сасаки и тысячах детей, пострадавших во время атомной бомбардировки Хиросимы.

## История
Монумент находится в Парке мира в городе Хиросима. Создан по проекту художников Кадзуо Кикути и Киёси Икэбэ на деньги, собранные японскими школьниками, в том числе одноклассниками Садако Сасаки. Памятник под названием «Дети атомной бомбы» был открыт 5 мая 1958 года (День детей в Японии).
Садако увековечена в статуе в верхней части монумента, с журавликом-оригами в руках. Тысяча журавликов-оригами со всего мира каждый день запускаются вокруг памятника. По древней японской традиции, тот, кто сложит тысячу журавликов сможет загадать желание, которое обязательно исполнится. Журавлики-оригами символизируют то, что дети, сделавшие их и те, кто приходят к памятнику, чтобы запустить их, желают мира без атомной войны. Традиция ежедневно запускать тысячу журавликов-оригами у памятника связана с историей о том, что болевшая лейкемией Садако умерла, не успев сделать их тысячу. Однако известно, что к концу августа 1955 года девочка достигла цели, но продолжила делать журавликов. К сожалению, её желание не исполнилось, она умерла от лейкемии в возрасте 12 лет 25 октября 1955 года.
Статуя стоит на бронзовом постаменте по форме похожем на журавлика, который звенит от дуновения ветра, когда звонят в подвешенный в нём традиционный колокол мира. Обе части были пожертвованы Хидэки Юкавой, лауреатом Нобелевской премии в области физики.
В основании памятника находится чёрная мраморная плита, на которой начертано на японском языке:

これはぼくらの叫びです　これは私たちの祈りです　世界に平和をきずくための
Корэ ва бокура но сакэби дэсу. Корэ ва ватаситати но инори дэсу. Сэкай ни хэйва о кидзуку тамэ но.
Это наш крик. Это наша молитва. Ради установления мира во всём мире.

## Подобные монументы
Подобные памятники, созданные на средства, собранные школьниками, находятся также в Санта-Фе (США) (открыт в 1995 году в память 50-летия со дня атомных бомбардировок) и Сиэтле (США).